# گمینا بیاوا (استان اوپوله)
گمینا بیاوا (استان اوپوله) (به لهستانی:  Gmina Biała) یک گمینا در لهستان است که در شهرستان پرودنگک واقع شده‌است. گمینا بیاوا ۱۹۵٫۸۲ کیلومتر مربع مساحت و ۱۱٬۵۹۱ نفر جمعیت دارد.